# 胺乙基哌嗪
胺乙基哌嗪是哌嗪的衍生物，化学式为C6H15N3。这种乙烯胺含有三种类型的氮原子，分别处于伯胺、仲胺和叔胺的环境中。它是一种腐蚀性液体，可以造成二度或三度灼伤。吸入胺乙基哌嗪可以导致肺水肿。

## 液体
胺乙基哌嗪的用途包括抑制腐蚀、将环氧树脂凝固、激活表面以及添加至柏油。胺乙基哌嗪用来将环氧树脂凝固时，通常需要其他胺来加快过程，因为它的胺基只有三个氢可以交叉链接。